# Mundo Argentino
Mundo Argentino fue una publicación periódica argentina que se editó entre 1911 y la década de 1960. 
Publicada por Editorial Haynes, se dirigió al público masivo. Cubría cine y otras temáticas de actualidad.
Su director más destacado fue Ernesto Sábato en la década de 1950. Entre sus colaboradores se cuentan los periodistas Carlos Muzzio, Teodoro Antillí y Fausto Burgos, el fotógrafo uruguayo Ángel Adami, el historietista Arturo Lanteri, el caricaturista peruano Julio Málaga Grenet, los humoristas Lino Palacio y César Bruto, el crítico uruguayo Wifredo Pi, entre otros.